# Sergio Luzzatto
Sergio Luzzatto (Genova, 2 settembre 1963) è uno storico, giornalista e conduttore televisivo italiano.

## Biografia
Sergio Luzzatto ha insegnato storia moderna all'Università di Torino fino al 2023, quando ha effettuato il passaggio al settore scientifico-disciplinare di storia contemporanea. Si è laureato presso l'Università di Pisa come allievo della Scuola Normale, ha compiuto gli studi dottorali alla Scuola superiore di studi storici di San Marino ed ha ottenuto un PhD dell'École des hautes études en sciences sociales di Parigi. È stato anche docente presso l'Università di Genova e l'Università di Macerata e professore invitato al Graduate Institute of International and Development Studies di Ginevra e all'École normale supérieure di Parigi. Studioso della Rivoluzione francese, si è occupato anche di storia italiana fra Otto e Novecento, concentrandosi in particolare sulla questione del revisionismo in materia di lotta partigiana, ed è autore di una monografia, non celebrativa, su Padre Pio, intitolata Padre Pio. Miracoli e politica nell'Italia del Novecento, che gli è costata una causa in tribunale per «mancato rispetto delle testimonianze raccolte, in Vaticano, dalla Congregazione per le cause dei santi», ma la cui traduzione per gli USA gli ha fatto ottenere il Premio Cundill nel 2011. Altre sue opere sono state tradotte in francese, tedesco, giapponese.
Dal 2002 al 2004 ha condotto il programma televisivo di approfondimento storico Altra Storia, che andava in onda il sabato sera molto tardi su LA7.
Il 6 febbraio 2007 ha recensito sul Corriere della Sera  il saggio di Ariel Toaff Pasque di Sangue ed è «rimasto quindi coinvolto, durante i giorni seguenti, nella feroce polemica scatenata contro Ariel Toaff sia dalla parte ebraica legata all'Unione delle comunità israelitiche italiane, sia dai nostri colleghi italiani o stranieri, dalla corporazione universitaria degli storici.»
Il suo saggio Bonbon Robespierre ha vinto nel 2010 la tredicesima edizione del premio letterario città di Bari nella sezione saggistica.
Il 16 aprile 2013, nel giorno dell'uscita del suo libro Partigia in libreria,  «il gruppo editoriale l'Espresso - La Repubblica ha lanciato contro il volume una campagna di discredito paragonabile a quella che aveva riservato anni prima a Pasque di sangue di Toaff.»
Ha scritto a lungo per il Corriere della Sera, dopodiché ha iniziato a collaborare al supplemento domenicale del Sole 24 Ore.

## Opere
- Il Terrore ricordato. Memoria e tradizione dell'esperienza rivoluzionaria, Genova, Marietti, 1988, ISBN 88-211-6601-5; Nuova ed. ampliata, Collana Biblioteca n.89, Torino, Einaudi, 2000, ISBN 88-06-15386-2.
- La «Marsigliese» stonata. La sinistra francese e il problema storico della guerra giusta, 1848-1948, Bari, Dedalo, 1992, ISBN 88-220-6139-X.
- L'autunno della Rivoluzione. Lotta e cultura politica nella Francia del Termidoro, Torino, Einaudi, 1994, ISBN 88-06-13528-7.
- Il mondo capovolto. Scene della Rivoluzione francese, Trieste, Einaudi Ragazzi, 1994, ISBN 88-7926-136-3.
- Il corpo del duce. Un cadavere tra immaginazione, storia e memoria, Torino, Einaudi, 1998, ISBN 88-06-14170-8; 2011. ISBN 978-88-06-20988-9.
- La strada per Addis Abeba. Lettere di un camionista dall'Impero (1936-41), Torino, Paravia Scriptorium, 2000, ISBN 88-395-6226-5.
- La mummia della repubblica. Storia di Mazzini imbalsamato, 1872-1946, Milano, Rizzoli, 2001, ISBN 88-17-86759-4; Torino, Einaudi, 2011. ISBN 978-88-06-20664-2.
- L'immagine del duce. Mussolini nelle fotografie dell'Istituto Luce, Roma, Editori Riuniti, 2001, ISBN 88-359-5027-9.
- Dizionario del fascismo, a cura di e con Victoria de Grazia, 2 voll., Torino, Einaudi, 2002-2003, ISBN 88-06-15385-4, ISBN 88-06-16511-9.
- La crisi dell'antifascismo, Torino, Einaudi, 2004, ISBN 88-06-17049-X.
- Ombre rosse. Il romanzo della Rivoluzione francese nell'Ottocento, Collana Saggi n.607, Bologna, Il Mulino, 2004, ISBN 88-15-09622-1.
- La storia. L'impronta dell'umanità, con Alessandro Barbero, Chiara Frugoni e Carla Sclarandis, 3 voll., Bologna, Zanichelli, 2007, ISBN 978-88-08-08870-3, ISBN 978-88-08-04613-0, ISBN 978-88-08-04615-4.
- Padre Pio. Miracoli e politica nell'Italia del Novecento, Torino, Einaudi, 2007, ISBN 978-88-06-18571-8.
- Sangue d'Italia. Interventi sulla storia del Novecento, Roma, Manifestolibri, 2008, ISBN 978-88-7285-546-1.
- Bonbon Robespierre. Il Terrore dal volto umano, Torino, Einaudi, 2009, ISBN 978-88-06-19964-7.
- I popoli felici non hanno storia. Interventi sul nostro passato, Roma, Manifestolibri, 2009, ISBN 978-88-7285-562-1.
- Atlante della letteratura italiana, a cura di e con Gabriele Pedullà, 3 voll., Torino, Einaudi, 2010, ISBN 978-88-06-18525-1.
- Prima lezione di metodo storico, Roma-Bari, Laterza, 2010, ISBN 978-88-420-9220-9.
- Il crocifisso di Stato, Torino, Einaudi, 2011, ISBN 978-88-06-20727-4.
- Presente storico. Nuovi interventi, Roma, Manifestolibri, 2012, ISBN 978-88-7285-717-5.
- Partigia. Una storia della Resistenza, Collezione Le Scie, Milano, Mondadori, 2013. ISBN 978-88-04-62939-9.
- Storia comune. Nuovi interventi, Roma, Manifestolibri, 2014, ISBN 978-88-728-5781-6.
- Dalle storie alla storia, vol. 1, con Guillaume Alonge, Bologna, Zanichelli, 2016, ISBN 978-88-08-821171.
- Dalle storie alla storia, vol. 2, con Guillaume Alonge, Bologna, Zanichelli, 2016, ISBN 978-88-08-837530.
- Dalle storie alla storia, vol. 3, con Guillaume Alonge, Bologna, Zanichelli, 2016, ISBN 978-88-08-437532.
- Primo Levi's Resistance: Rebels and Collaborators in Occupied Italy, 2016, ISBN 978-08-05-099553.
- Una febbre del mondo. Mille anni di storia in quindici vite, Collana SuperET, Torino, Einaudi, 2016, ISBN 978-88-062-3091-3.
- I bambini di Moshe. Gli orfani della Shoah e la nascita di Israele, Collana Storia, Torino, Einaudi, 2018, ISBN 978-88-062-2606-0.
- Max Fox o le relazioni pericolose, Collana Frontiere, Torino, Einaudi, 2019, ISBN 978-88-061-9994-4.
- Un popolo come gli altri. Gli ebrei, l'eccezione, la storia, Collana Saggine, Roma, Donzelli, 2019, ISBN 886-84-393-95.
- Giù in mezzo agli uomini. Vita e morte di Guido Rossa, Collana Gli struzzi n.3, Torino, Einaudi, 2021, ISBN 978-88-062-5026-3.
- Dolore e furore. Una storia delle Brigate Rosse, Collana Storia, Torino, Einaudi, 2023, ISBN 978-88-062-5674-6.